# 腹ペコ魔人のグルメな魔法 脂過多ブラ
『腹ペコ魔人のグルメな魔法 脂過多ブラ』（はらペコまじんのグルメなまほう あぶらかたブラ）は、2022年7月7日から2023年9月28日まで放送されていた東海テレビのバラエティ番組。

## 概要
おいしい脂っこい料理でゲストを元気にさせることをテーマにした番組。
アンタッチャブルがザキヤ魔人（山崎弘也）とシバタン（柴田英嗣）というアラジン風のキャラクターに扮しテーマにそった脂料理を紹介。
副題の「脂過多ブラ」は魔法のアブラカタブラにかけて「脂」が「過多」な街「ブラ」を意味する。

## 放送時間
- 木曜（水曜深夜）：0:25 - 0:55（2022年7月7日 - ）30分
- 2023年3月6日から同月10日までの5日間、東海テレビのキー局であるフジテレビ制作の情報番組『ぽかぽか』にて本番組が放送された[1][2]。

## 出演者
- 柴田英嗣（アンタッチャブル）
- 山崎弘也（アンタッチャブル）

### ナレーター
- 酒井貴士（ザ・マミィ）

## 放送リスト
| パイロット版 | パイロット版         | パイロット版       | パイロット版 |
| 放送日       | ゲスト               | 場所               | 備考         |
| ------------ | -------------------- | ------------------ | ------------ |
| 2022年6月9日 | 後藤拓実（四千頭身） | 名古屋市西区那古野 |              |

| レギュラー版 | レギュラー版   | レギュラー版                                                | レギュラー版                                       | レギュラー版                                                 | レギュラー版 |
| 回           | 放送日         | サブタイトル                                                | ゲスト                                             | 場所                                                         | 備考         |
| ------------ | -------------- | ----------------------------------------------------------- | -------------------------------------------------- | ------------------------------------------------------------ | ------------ |
| 1            | 2022年 7月7日  | 祝・新番組!はばたけ!アブラの世界の大空へ                    | コカドケンタロウ（ロッチ）                         | 名古屋市中区大須                                             | [ 3 ]        |
| 2            | 7月14日        | 脂グルメで海外気分!満腹トリップin大須商店街                 | コカドケンタロウ（ロッチ）                         | 名古屋市中区大須                                             |              |
| 3            | 7月21日        | オシャレにキメて!濃厚こってり脂スイーツin大須商店街         | コカドケンタロウ（ロッチ）                         | 名古屋市中区大須                                             |              |
| 4            | 7月28日        | 真夏のデカ盛りの夢in名古屋・今池                            | ほしのディスコ（パーパー）                         | 名古屋市千種区今池                                           | [ 4 ]        |
| 5            | 8月4日         | 秘密脂倶楽部in名古屋・今池                                  | ほしのディスコ（パーパー）                         | 名古屋市千種区今池                                           |              |
| 6            | 8月11日        | 脂で中華統一!今池キングダム                                 | 小宮浩信（三四郎）                                 | 名古屋市千種区今池                                           |              |
| 7            | 8月18日        | あばれ牛vs.アブラ牛in岐阜                                   | あばれる君 神奈月                                  | 岐阜県各務原市                                               |              |
| 8            | 8月25日        | 粘り強さをチーズで取り戻せ!岐阜ネバーランド                 | あばれる君                                         | 岐阜県岐阜市                                                 |              |
| 9            | 9月1日         | とんかつ祭り!あばれ太鼓乱れ打ち                             | あばれる君                                         | 岐阜県岐阜市                                                 |              |
| 10           | 9月8日         | 好きな脂を好きなだけ!脂ショッピング                         | 渋谷凪咲（NMB48）                                  | 東京都中央区築地                                             | [ 5 ]        |
| 11           | 9月15日        | 本音でハシゴ脂!                                             | 鈴木拓（ドランクドラゴン）                         | 東京都港区新橋                                               | [ 5 ]        |
| 12           | 9月22日        | カレーなる下北沢で脂ウォーク                                | 尾形貴広（パンサー）                               | 東京都世田谷区下北沢                                         | [ 5 ]        |
| 13           | 9月29日        | 豪快!痛快!名古屋で脂キャンプ                                | 稲村亜美 西村瑞樹（バイきんぐ） たけだバーベキュー | 名古屋市守山区川東山                                         | [ 5 ]        |
| 14           | 10月6日        | 定番こそ難関!キャンプの高い壁を超えろ                       | 稲村亜美 西村瑞樹（バイきんぐ） たけだバーベキュー | 名古屋市守山区川東山                                         | [ 3 ]        |
| 15           | 10月13日       | 脂キャンプ大クライマックス!そして伝説へ                     | 稲村亜美 西村瑞樹（バイきんぐ） たけだバーベキュー | 名古屋市守山区川東山                                         | [ 6 ]        |
| 16           | 10月20日       | 流れ出る脂は最高の映え!脂の流れのように                     | 小沢一敬（スピードワゴン） 夏川愛実（OS☆U）        | 名古屋市中村区名駅                                           |              |
| 17           | 10月27日       | 脂まみれの名駅散策!アブラステーション                       | 井戸田潤（スピードワゴン） 竹永あやの              | 名古屋市中村区名駅 名古屋市中村区佐古前町 名古屋市中村区太閤 |              |
| 18           | 11月3日        | タルタルこそ魔法のソース!まじかる☆タルタるートくん          | 井戸田潤（スピードワゴン） もゆゆん                | 名古屋市中川区尾頭橋 名古屋市西区名駅                        |              |
| 19           | 11月10日       | 豊橋でイケてる麺を!イケ麺メン食いツアー                     | 高橋みなみ                                         | 愛知県豊橋市                                                 | [ 5 ]        |
| 20           | 11月17日       | 名前からコッテコテ!ぶっ飛びグルメin豊橋                     | 高橋みなみ                                         | 愛知県豊橋市                                                 | [ 5 ]        |
| 21           | 12月1日        | アメリカン脂で気分アゲアゲ                                  | 高橋みなみ                                         | 愛知県豊橋市                                                 | [ 5 ]        |
| 22           | 12月8日        | 敗者は何も食べられない!デッド・オブ・アブラ                 | 岡野陽一                                           | 名古屋市中区栄                                               | [ 5 ]        |
| 23           | 12月15日       | 絶対に負けられない脂がそこにある!ワールド脂カップ           | 岡野陽一 アイアム野田（鬼ヶ島）                    | 名古屋市中村区椿町 名古屋市中区上前津                        | [ 7 ]        |
| 24           | 12月22日       | 2022年食べ納め!デカ盛りでゆく脂くる脂                       | 岡野陽一 海老原まよい                              | 名古屋市中区新栄 名古屋市東区泉                              |              |
| 25           | 2023年 1月12日 | ボロは来てても心は錦!愛され脂グルメLOVE脂色                 | 土佐兄弟                                           | 名古屋市千種区佃町 名古屋市千種区北原町 名古屋市千種区平郷町 |              |
| 26           | 1月19日        | ざわざわ…大人の社交場グルメ                                 | 土佐兄弟                                           | 名古屋市中村区椿町 名古屋市中区大須 名古屋市中区栄           | [ 3 ]        |
| 27           | 1月26日        | 飲んで飲まれて飲まれて飲んで!酒と脂と男と女                 | 土佐兄弟                                           | 名古屋市中区栄 名古屋市中区錦                                |              |
| 28           | 2月2日         | わんぱく脂グルメ!食べぬなら ギトギトにしてしまえ ホトトギス | ザ・マミィ                                         | 愛知県小牧市                                                 |              |
| 29           | 2月9日         | 寒中見舞い申し上げます!お取り寄せ脂                         | ザ・マミィ                                         | 名古屋市東区東桜                                             |              |
| 30           | 2月16日        | ご主人様に紹介させたい!アブラヴィット                       | ザ・マミィ ゆってぃ                                | 名古屋市中区栄 名古屋市中村区名駅                            |              |
| 31           | 2月23日        | ひとくちなのにあふれる脂!ちょっとだけよ〜アンタも好きね〜   | モグライダー                                       | 愛知県春日井市                                               |              |
| 32           | 3月2日         | 夢じゃないあれもこれも!春日井ウルトラソウルABURA            | モグライダー                                       | 愛知県春日井市                                               |              |
| 33           | 3月9日         | 天空の白ごはん アブラ                                       | モグライダー                                       | 愛知県春日井市                                               | [ 5 ]        |
| 34           | 3月16日        | 地下に眠る脂を発掘!名古屋埋蔵脂                             | 真空ジェシカ                                       | 名古屋市中村区名駅 名古屋市中区錦                            |              |
| 35           | 3月23日        | 青春アブーラ!ネバリとトロミ                                 | 真空ジェシカ                                       | 名古屋市中区栄 名古屋市中村区名駅                            |              |
| 36           | 3月30日        | 伝説再び!アブラギッシュないと                               | 真空ジェシカ                                       | 名古屋市中区栄 名古屋市中区錦                                |              |
| 37           | 4月6日         | どうする英嗣!脂ん坊将軍                                     | 鈴木奈々                                           | 愛知県岡崎市                                                 |              |
| 38           | 4月13日        | 少しぐらいはみ出したっていいさ!Abura never knows            | 鈴木奈々                                           | 愛知県岡崎市                                                 | [ 3 ]        |
| 39           | 4月20日        | 八丁味噌をつけてみそ!脂と一緒に食べてみそ!                  | 鈴木奈々                                           | 愛知県岡崎市                                                 |              |
| 40           | 4月27日        | 行列のできる“脂”相談所!                                     | なすなかにし                                       | 名古屋市中川区八剱町 名古屋市中区金山                        |              |
| 41           | 5月4日         | かつて脂好きだった俺たちへ!アブラカタブタ                   | なすなかにし                                       | 名古屋市中区千代田 名古屋市中区大須                          | [ 4 ]        |
| 42           | 5月18日        | 甘いの辛いの交互に食べ!無限ループ脂                         | なすなかにし                                       | 名古屋市中区大須                                             |              |
| 43           | 5月25日        | もっと強く脂抱きしめんたなら                                | 吉住                                               | 名古屋市中村区則武 名古屋市東区泉                            |              |
| 44           | 6月1日         | 悪魔的ウマさ…おまえもコッテリにしえやろうか!?               | 吉住                                               | 名古屋市東区豊前町 名古屋市中区栄                            |              |
| 45           | 6月8日         | 揚げ物語!進化系揚げ物でテンションアゲアゲ!                  | 吉住                                               | 名古屋市中区栄                                               |              |
| 46           | 6月15日        | クイズ!アブラネア                                           | ティモンディ                                       | 岐阜県各務原市 名古屋市中区大須                              |              |
| 47           | 6月22日        | 脂にときめけ!脂にきらめけ!二刀流脂                          | ティモンディ                                       | 名古屋市北区清水 名古屋市北区黒川本町                        |              |
| 48           | 6月29日        | ピッチ ピッチ チャプチャプ アブランラン                     | ティモンディ                                       | 名古屋市中村区名駅                                           |              |
| 49           | 7月6日         | カロリータワー 脂とボクと、時々、ちゃみたん                 | ゆうちゃみ                                         | 東京都渋谷区 東京都渋谷区神宮前                              |              |
| 50           | 7月13日        | 食いつけ!ごくあつの森                                       | タイムマシーン3号                                  | 東京都世田谷区三軒茶屋 東京都目黒区上目黒                    | [ 3 ]        |
| 51           | 7月20日        | アブラのことがちゅきだから!コリアブラ食べて恵比寿顔         | 小林歌穂・小久保柚乃 （私立恵比寿中学）            | 東京都新宿区大久保                                           |              |
| 52           | 7月27日        | アブラーズ・ゴット・タレント                                | 春日俊彰（オードリー）                             | 名古屋市中村区平池町 名古屋市中村区名駅 名古屋市中区大須     |              |
| 53           | 8月3日         | 背脂はすべてを凌駕する!チャッチャGPT                        | 春日俊彰（オードリー） MAX鈴木                     | 名古屋市中区錦 名古屋市中区栄                                |              |
| 54           | 8月10日        | この芸能界において脂は武器だ!推しの脂                       | 春日俊彰（オードリー）                             | 名古屋市東区東桜 名古屋市中区栄                              |              |
| 55           | 8月17日        | 冷やし脂始めました                                          | 村重杏奈 AMEMIYA                                   | 名古屋市中区大須 名古屋市東区高社                            |              |
| 56           | 8月24日        | 夏の思い出 脂食べて ぽっちゃりまで一直線                    | 村重杏奈                                           | 名古屋市中区栄 名古屋市中村区椿町                            |              |
| 57           | 8月31日        | 脂で夏バテ解消!スタミナゴヤ!                                | 村重杏奈                                           | 名古屋市千種区内山 名古屋市中区丸の内                        |              |
| 58           | 9月7日         | とん・どん・どん どんぶり どんぶり脂                        | ギャル曽根                                         | 名古屋市北区清水 名古屋市北区天道町                          | [ 3 ]        |
| 59           | 9月14日        | 茶茶茶 脂のチャチャチャ!ブラウン脂                          | ギャル曽根                                         | 名古屋市中区金山                                             | [ 3 ]        |
| 60           | 9月28日        | 食べ放題!無限∞脂                                            | ギャル曽根                                         | 名古屋市中村区名駅 名古屋市中区栄                            | [ 4 ]        |

## スタッフ
- 構成：濱田健吾
- カメラ：市原泰則、井上太一、西山和男、稲葉達也、北川雅紀、横田将宏、小菅裕太、   西阪康文
- 音声：近田和弘、内山風音、青山禎矢、齋藤萌華
- AUD：内山風音、近田和弘
- CA：増岡愛華、高橋明花
- VE：谷内滉基
- 音響効果：岡田淳一
- タイトルCG：平池優太
- 編集：大関秀雄
- MA：ウォッシャム賢人、多勢捺映、直江泰輔、中野由梨、小田嶋広貴、足立篤弘、松尾隆裕、河村玲奈、堀口誠、神山絢香
- 技術協力：ヌーベルアージュ、ヌーベルバーグ、スクラッチ
- 美術：磯野等
- メイク：高島雅子、鈴木優華
- スタイリスト：古賀千由希
- 車両：notte、IBEX
- 編成：金子卓史
- コンテンツ事業：伊藤真保
- 営業：五十嵐悠介
- リサーチ：稲津大周
- 協力：プロダクション人力舎
- デスク：須田麻記子
- AD：落合亜寿嘉、土井皓太
- AP：堀田亮子
- ディレクター：吉仲哲也、山田拓海、佐久間司、奥田純矢、山田拓海
- 企画・演出：波多野俊介
- プロデューサー：鵜澤龍臣、小塩佳宏（～2023.7.13）高村幹、小塩佳宏（2023.7.20～）
- 制作協力：株式会社シオン
- 製作著作：東海テレビ

## 放送局
| 対象地域   | 放送局              | 系列           | 放送時間                    | 放送期間                     |
| ---------- | ------------------- | -------------- | --------------------------- | ---------------------------- |
| 中京広域圏 | 東海テレビ（THK）   | フジテレビ系列 | 木曜（水曜深夜）0:25 - 0:55 | 2022年7日7日 - 2023年9月28日 |
| 福岡県     | テレビ西日本（TNC） | フジテレビ系列 | 土曜（金曜深夜）2:25 - 2:55 | - 2023年12月30日             |
| 近畿広域圏 | 関西テレビ（KTV）   | フジテレビ系列 | 火曜（月曜深夜）2:25 - 2:55 | - 2024年3月12日              |
| 広島県     | テレビ新広島（TSS） | フジテレビ系列 | 火曜（月曜深夜）0:55 - 1:25 | - 2024年5月14日              |
| 静岡県     | テレビ静岡（SUT）   | フジテレビ系列 | 火曜（月曜深夜）0:25 - 0:55 | - 2023年11月14日             |

## 配信
無料配信
- FOD
- TVer
- GYAO!
- Locipo

有料配信
- FOD
- U-NEXT
- Hulu
- Paravi